# Corem Property Group
Corem Property Group AB är ett svenskt fastighetsföretag med säte i Stockholm.
Corem Property Group hade i slutet av 2020 167 fastigheter med omkring 986.000 kvadratmeter uthyrningsbar yta i framför allt Stockholm, Göteborg, Malmö, Borås och Jönköping. Det är sedan 2009 noterat på Stockholmsbörsens huvudlista, efter att dessförinnan varit noterat på First North Growth Market.
Största ägare är Rutger Arnhult (född 1967) med bolag och Gårdarike AB.
Corem Property Group har större aktieinnehav sedan 2008 i Klövern och sedan 2019 i Castellum.
Den 29 mars 2021 lämnade Corem Property Group ett offentligt uppköpserbjudande till aktieägarna i fastighetsbolaget Klövern AB. Corem Property Group listades på Stockholmsbörsens lista Large Cap i juli 2021 i samband med förvärvet av Klövern AB.